# Beta-lactamă

2-azetidinona, cea mai simplă β-lactamă

O  beta-lactamă (adesea scrisă și sub forma β-lactamă) este un compus organic din categoria lactamelor (amidelor ciclice). Denumirea provine de la faptul că atomul de azot este legat de un carbon în poziția beta față de carbonil. Cea mai simplă β-lactamă posibilă este 2-azetidinona (vezi imagine).

## Istoric
Prima beta-lactamă de sinteză a fost preparată de către Hermann Staudinger în anul 1907, în urma reacției dintre baza Schiff a anilinei cu benzaldehida și difenilcetena. Această a este o reacție de cicloadiție de tipul [2+2] (Ph indică o grupă funcțională fenil):
Până în anii 1970, majoritatea lucrărilor de cercetare legate de beta-lactame s-au concentrat în jurul penicilinelor și cefalosporinelor, însă de atunci o mare varietate de structuri au fost descrise.

## Importanță clinică

Structura de bază a unei peniciline

Ciclul sau inelul beta-lactamic este important ca structură de bază în molecula multor familii de antibiotice, cunoscute sub denumirea generală de antibiotice beta-lactamice. Printre cele mai notabile clase se numără penicilinele, cefalosporinele, carbapenemele și monobactamele. Aproape toate antibioticele din această clasă funcționează prin inhibarea biosintezei peretelui celular bacterian, ceea ce are un efect letal asupra bacteriei. Totuși, fiecare populație dintr-o anumită specie bacteriană poate conține un subgrup care prezintă rezistență la beta-lactamine. Rezistența la această clasă de antibiotice apare ca urmare a expresiei a uneia sau mai multor gene de rezistență, care codifică sinteza de beta-lactamaze, enzime care au rolul de a distruge inelul beta-lactamic. Mai mult de 1 800 de beta-lactamaze bacteriene au fost documentate.